# Dhi Bin (huyện)
Huyện Dhi Bin là một huyện thuộc tỉnh Amran, Yemen. Đến thời điểm năm 2003, huyện này có dân số 30799 người